# Ustvedthorten
Ustvedthorten är en kulle i Antarktis. Den ligger i Östantarktis. Norge gör anspråk på området. Toppen på Ustvedthorten är 1 198 meter över havet.
Terrängen runt Ustvedthorten är huvudsakligen platt, men åt sydost är den kuperad. Trakten är glest befolkad. Närmaste befolkade plats är Svea, 10,8 kilometer sydost om Ustvedthorten. 